# جنیفر سکوگربوه
جنیفر سکوگربوه (انگلیسی: Jennifer Skogerboe؛ زادهٔ ۸ ژوئن ۱۹۹۲) بازیکن فوتبال است.
از باشگاه‌هایی که در آن بازی کرده‌است می‌توان به واشینگتن اسپیریت اشاره کرد.